# IC 4180
IC 4180 est une galaxie lenticulaire située dans la constellation de l'Hydre. Sa vitesse par rapport au fond diffus cosmologique est de 3 228 ± 27 km/s, ce qui correspond à une distance de Hubble de 47,6 ± 3,4 Mpc (∼155 millions d'al). Elle a été découverte par l'astronome américain Lewis Swift en 1898.
IC 4180 est une galaxie active de type Seyfert 2.

## Groupe d'ESO 508-19
Selon A. M. Garcia, IC 4180 fait partie du groupe d'ESO 508-19. Ce groupe de galaxies compte au moins 10 membres. Les autres membres du groupe sont NGC 4968, NGC 4970, NGC 4993, IC 4197, ESO 508-11, ESO 508-15, ESO 508-19, ESO 508-24 et ESO 576-3.